# 더 지니어스: 그랜드 파이널의 방영 목록
이 문서에서는 대한민국의 게임 리얼리티 방송 더 지니어스: 그랜드 파이널의 에피소드 목록을 서술한다. 더 지니어스: 그랜드 파이널은 tvN을 통해 2015년 6월 27일부터 2015년 9월 12일까지 총 12화 방영되었다.

## 1회

### 메인매치
| 게임명   | 우승자 | 생명의 징표 | 최하위 (데스매치 진출) | 원전 게임 |
| -------- | ------ | ----------- | ---------------------- | --------- |
| 신분교환 | 이상민 | 오현민      | 유정현                 |           |

1. 신분 교환은 총 100분 동안 진행된다.
2. 시민 7장, 귀족 5장, 사형수 1장, 총 13장의 신분 카드가 게임에 사용된다.
3. 신분 카드의 외형은 모두 같으며, 교환 테이블에서 블랙 라이트를 비춰야만 해당 카드의 신분을 확인 할 수 있다.
4. 게임 시작 전, 플레이어들은 제비뽑기를 통해 13장의 신분 카드를 무작위로 하나씩 나눠 갖게 되며 한 명씩 '교환 테이블'에서 자신의 신분이 무엇인지 확인한다.
5. 게임이 시작되면 플레이어들은 자신의 신분 카드를 다른 플레이어와 교환하여 승점을 획득할 수 있다.
6. [공식 교환]은 딜러가 있는 교환 테이블에서 진행된다. 한 번 교환한 플레이어와는 다시 교환할 수 없으며 교환을 원하지 않는 플레이어와는 교환하지 않아도 된다.
7. [비공개 교환]은 교환 장소, 횟수에 제한없이 자유롭게 신분을 교환할 수 있다. 단, 교환한 카드의 신분을 확인할 수 없으며 교환에 따른 승점 역시 획득하지 못한다.
8. 귀족과 사형수는 시민과 신분을 교환할 때만 승점을 획득한다.
9. [귀족이 시민과 신분을 교환할 경우] 귀족이었던 플레이어는 승점 1점을 획득한다.
10. [사형수가 시민과 신분을 교환할 경우] 사형수였던 플레이어는 승점 2점을 획득한다.
11. 시민이었던 플레이어는 신분을 교환해도 승점을 획득하지 못한다.
12. 또한, 게임 종료 전 마지막으로 사형수 신분을 다른 신분과 공식 교환한 플레이어는 상대방의 신분과 관계없이 추가 승점 3점을 획득한다.
13. 100분이 지나면 게임이 종료되며, 게임 종료 시 사형수 카드를 가진 플레이어가 탈락 후보가 된다.
14. 가장 높은 승점을 가진 플레이어가 우승자가 되며 단독 우승일 경우, '생명의 징표' 2개를 획득한다.
15. 게임 결과, 탈락 후보를 포함한 모든 플레이어들은 자신이 획득한 승점 3점마다 가넷 1개를 획득한다.

### 데스매치
| 데스매치 제외 종목 | 게임명  | 데스매치 지목 | 생존자 (차회전 진출) | 최종 탈락자 | 원전 게임 |
| ------------------ | ------- | ------------- | -------------------- | ----------- | --------- |
|                    | 흑과 백 | 이준석        | 이준석               | 유정현      |           |

1. 데스매치 대상자 2명은 0~8까지 9장의 숫자 타일을 지급받는다.
2. 9개의 숫자 타일은 흑색, 백색으로 나뉘며 0,2,4,6,8은 흑색, 1,3,5,7은 백색 타일로 구성되어 있다.
3. 1라운드의 선 플레이어는 동전 던지기로 결정하며, 2라운드부터는 전 라운드에 승리한 플레이어가 선 플레이어가 된다.
4. 선 플레이어가 0~8까지의 숫자 타일 중 1개를 뒷면이 보이도록 제시한 뒤, 후 플레이어가 타일을 제시한다.
5. 제시된 타일은 딜러만 확인하며, 둘 중 더 높은 숫자 타일을 제시한 플레이어가 승점 1점을 획득한다.
6. 상대가 어떤 숫자 타일을 냈는지는 승패가 결정된 후에도 공개되지 않는다.
7. 즉, 플레이어들은 자신이 낸 숫자타일과 흑,백으로 나뉜 타일로 상대방의 남은 타일을 유추해 게임을 진행해야 한다.
8. 9번의 대결 결과, 승점이 더 높은 플레이어가 승리한다.

## 2회

### 메인매치
| 게임명      | 우승자 | 생명의 징표 | 최하위 (데스매치 진출) | 원전 게임 |
| ----------- | ------ | ----------- | ---------------------- | --------- |
| 호러 레이스 | 이상민 | 김경란      | 임요환                 |           |

1. 뱀파이어, 강시, 구미호, 미라, 좀비 총 5가지 캐릭터가 12칸으로 되어있는 트랙에서 레이스를 펼치게 된다.
2. 게임 시작 전, 12명의 플레이어들은 추첨 볼을 뽑아 1번부터 12번까지 플레이 순서를 정한다.
3. 모든 플레이어들의 순서가 정해지면 플레이어들은 5가지 캐릭터 코인을 종류별로 1개씩, 총 5개를 지급받는다.
4. 1명씩 딜러 룸으로 들어가 5종류의 코인 중 자신이 우승시키고 싶은 2개의 캐릭터를 선택해 비공개로 딜러에게 코인을 제출한 뒤, 남은 3개의 코인은 코인 박스에 넣는다. 누가 어떤 캐릭터를 선택했는지는 공개되지 않는다.
5. 모든 플레이어가 선택하고 남은 36개의 코인은 코인 박스에 모두 합쳐진 뒤 캐릭터들의 이동에 사용된다.
6. 레이스가 시작되면, 1번 플레이어부터 코인 박스에 있는 코인 중 3개를 무작위로 뽑아 3개의 구역에 자유롭게 놓는다.
7. 한 구역에 3개의 코인을 모두 놓아도 되며, 다른 구역에 나누어 놓아도 된다. (단, 자신이 뽑은 코인은 자신의 턴에 모두 사용해야 한다.)
8. 같은 방식으로 1번부터 12번 플레이어까지 코인 3개를 뽑아 원하는 구역에 놓고 나면 각 구역에 놓인 코인의 개수에 따라 캐릭터를 이동시킨다.
9. 가장 먼저 1구역에서 가장 코인이 많은 캐릭터가 한 칸을 이동한다.
10. 두 번째로 2구역에서 가장 코인이 많은 캐릭터가 두 칸을 이동한다.
11. 마지막으로 4구역에서 가장 코인이 많은 캐릭터가 네 칸을 이동한다.
12. 한 구역에 코인이 가장 많은 캐릭터가 2종류 이상일 경우 해당 캐릭터들은 모두 이동하지 못하며, 그 다음으로 코인이 많은 캐릭터가 이동한다.
13. 세 구역에 놓인 코인에 따라 캐릭터들을 이동시키고 나면 해당 라운드가 종료되며, 이동 구역에 놓인 코인들을 다시 코인 박스에 넣고 같은 방식으로 다음 라운드를 진행한다.
14. 플레이어들은 자신의 순서에 코인을 뽑는 대신 "코인 포기"를 선언할 수 있다.
15. "코인 포기"를 선언한 플레이어는 다음 라운드에 마지막으로 코인을 뽑는 12번 플레이어가 된다.
16. "코인 포기"를 선언한 플레이어가 나올 경우 자동으로 다음 순서인 플레이어가 다음 라운드의 1번 플레이어가 된다.
17. "코인 포기"는 한 라운드에 한 명만 선언할 수 있다. 자신보다 앞 순서의 플레이어가 "코인 포기"를 선언했다면 해당 라운드에서는 "코인 포기"를 선언할 수 없다.
18. 같은 방식으로 라운드를 반복 진행하여 한 캐릭터가 골인 지점을 통과하면 그 즉시 레이스가 종료된다.
19. 종료 시점에서 골인 지점에 더 가까이 위치한 캐릭터가 차례로 2등과 3등이 된다.
20. 레이스 결과, 자신이 응원하는 캐릭터가 1등일 경우 가넷 3개를 획득하며, 2등일 경우 가넷 2개, 3등일 경우 가넷 1개를 획득한다.
21. 만약 공동 2등이 나올 경우, 해당 캐릭터를 선택한 플레이어들은 모두 가넷 1개씩을 획득하고 3등을 선택한 플레이어들은 가넷을 획득하지 못한다.
22. 기존 가넷을 포함, 보유한 가넷이 가장 많은 플레이어가 우승자가 되며, 가장 적은 플레이어가 탈락 후보가 된다. 단독 우승일 경우 '생명의 징표' 2개를 획득한다.

- 캐릭터 코인에 마킹하거나 코인을 훼손하는 것은 불가하다.
- 코인은 1개씩 뽑아도 되고 한꺼번에 뽑아도 된다.
- 코인 박스에 손을 넣어보거나 코인을 뽑고 나서 '코인 포기'를 할 수 없다.
- 한 구역에 놓인 캐릭터 코인 수가 모두 동률이라면 아무도 이동하지 못한다.
- 1구역 이동 순서에 캐릭터가 골인지점을 통과했을 경우, 그 즉시 게임이 종료되어 2, 4구역은 이동하지 않는다.
- 공동 3등일 경우 해당 캐릭터를 선택한 플레이어들은 모두 가넷 1개씩 획득한다.
- 게임 결과 12명이 모두 동률이라면 메인매치에서 가넷을 더 많이 획득한 플레이어가 우승자가 된다.

### 데스매치
1. 데스 매치 대상자들은 자신을 도와 게임을 할 플레이어를 각각 1명씩 선택한다.
2. 출전자들은 게임이 시작되기 전, 윷가락과 말을 각각 2개씩 지급받는다. (이때, 윷가락은 앞 뒷면 모두 '모'인것과 모두 '윷'이다.)
3. 플레이어들은 기존의 윷놀이처럼 4개가 아닌 자신이 갖고 있는 2개의 윷가락 중 하나만을 던진다.
4. 이 때 4명이 제시한 윷의 결과만큼 해당 순서의 플레이어의 말을 움직인다.
5. 도는 무조건 뒷도로 한다. 뒷도(빽도)가 나와 출발점에 다시 들어온 경우, 한 바퀴를 돈 것으로 인정한다.
6. 윷이나 모로 다른 말을 잡았을 땐 두 번 던지지 않는다.
7. 이 외에 모든 규칙은 일반적인 윷놀이와 동일하다.
8. 먼저 모든 말을 결승점으로 통과시키는 플레이어만이 승자가 된다. (파트너의 말 2개가 결승점을 통과해도 게임은 종료되지 않는다.)

## 3회

### 메인매치
1. [오늘의 메뉴]는 총 4라운드로 진행된다.
2. 11명의 플레이어는 각각 짜장면, 짬뽕, 볶음밥 세 종류의 메뉴 카드와 카드 박스를 지급받는다.
3. 라운드가 시작되면 플레이어들은 20분간 자신이 원하는 메뉴를 결정하여 선택한 메뉴 카드가 가장 위로 보이도록 카드 박스 안에 놓고, 박스 뚜껑을 닫는다
4. 누가 어떤 메뉴를 선택했는지는 공개되지 않으며, 선택이 끝나면 박스 안의 메뉴는 바꿀 수 없다.
5. 메뉴 선택이 끝난 플레이어는 각자 자신과 같은 메뉴를 선택한 플레이어가 총 몇 명인지 예측하여 자신의 카드 박스를 게임 테이블 위 예측 칸에 올려놓는다.
6. 예측 칸은 명수에 따라 총 5칸으로 나뉘어 있으며, 예측에 성공했을 경우 획득하는 승점이 다르다.
7. 모든 플레이어가 카드 박스를 예측 칸에 올려놓으면 예측 변경 시간, 1분이 주어진다. 다시 말해, 다른 플레이어들의 예측을 확인한 뒤 1분간 자신의 예측을 바꿀 수 있다.
8. 1분이 지나면 더 이상 예측 변경이 불가능하며, 차례대로 모든 박스를 오픈하여 선택한 메뉴를 공개한다. 오픈된 메뉴 선택 결과에 따라 예측에 성공한 플레이어는 같은 메뉴를 선택한 플레이어 명수에 따라 승점을 획득한다.
9. 자신이 선택한 메뉴를 혼자만 선택했다면 승점 5점, 2~3명이 선택했다면 승점 3점, 4~6명이 선택했다면 승점 2점, 7~10명이 선택했다면 승점 1점, 11명이 선택했다면 승점 4점을 획득한다.
10. 예측에 실패한 플레이어는 승점을 획득하지 못한다.
11. 같은 방식으로 4라운드를 진행하며 4라운드 종료시 승점이 가장 높은 플레이어가 우승자가 되며, 승점이 가장 낮은 플레이어가 탈락 후보가 된다. 단독 우승일 경우 '생명의 징표' 2개를 획득한다.
12. 게임 결과, 탈락 후보를 포함한 모든 플레이어들은 자신이 획득한 승점 4점마다 가넷 1개를 획득하며, 승점 16점부터는 1점이 늘어날 때마다 가넷 1개를 추가로 획득한다.

- 카드를 선택해 박스에 넣을 때 플레이어들끼리 서로 보여줘도 상관없다.
- 다른 플레이어와 카드 교환은 불가하다.
- 예측 판에 한번 내려놓은 카드 박스는 수거 불가하며, 메뉴 또한 변경 불가하다.
- 예측 변경을 하려고 박스를 들었는데 시간 내에 내려놓지 못했다면, 원래 놓여 있던 예측 칸에 카드박스를 내려놓아야 한다.
- 1분의 예측 변경 시간에는 메뉴 카드는 변경 불가하며, 인원 예측 변경만 가능하다.
- 11명의 점수가 전부 같으면 획득한 점수는 리셋 되며 1라운드부터 게임을 다시 시작한다.

### 데스매치
1. 탈락 후보 2명을 제외한 9명의 관전 플레이어들은 제비뽑기를 통해 1번부터 11번까지 라운드 순서를 정한다.
2. 관전 플레이어들의 라운드 순서가 정해지면 관전 플레이어들은 각자 가위, 바위, 보 표식 중 하나를 선택하여 딜러에게 전달한다.
3. 관전 플레이어들이 뽑지 않은 순서에는 가상 플레이어와 대결하며 이들의 표식은 탈락 후보 2명 모두에게 공개된다.
4. 탈락 후보 2명은 1개의 칩을 가지고 게임을 시작하며 라운드마다 관전 플레이어와의 가위바위보 승부 또는 상대방의 승부 결과에 대한 베팅을 하게 된다.
5. 선 플레이어가 승부를 선택했다면 후 플레이어는 자동으로 베팅을 해야 한다. 즉, 선 플레이어가 선택하지 않은 것으로 선택된다.
6. 동전 던지기를 통해 1라운드의 선 플레이어를 결정하며 2라운드부터는 번갈아가며 선 플레이어가 된다.
7. 승부를 선택했다면 해당 라운드의 관전 플레이어가 이미 제출한 가위바위보에 대해 승부를 한다. 가위바위보 카드는 뒷면이 보이게 제출하며 상대방이 베팅을 끝내기 전까지는 공개되지 않는다.
8. 가위바위보 승부에서 이겼을 경우, 1~3라운드는 칩 1개를 획득하며, 4~6라운드는 칩 2개, 7~9라운드는 칩 3개, 10~11라운드는 칩 4개를 획득한다.
9. 베팅을 선택했다면 상대방과 관전 플레이어의 승부 결과가 오픈되기 전, 승부 결과를 예측하여 베팅을 해야 한다. (칩은 1개 이상 베팅해야 하며 칩이 없을 경우 베팅하지 않아도 된다.)
10. 상대방과 관전 플레이어와의 승부 결과를 맞혔을 경우 자신이 베팅한 칩의 2배를 획득하게 되며 틀렸을 경우 베팅 칩은 주최 측에 회수된다.
11. 승, 패에 베팅했을 때, 승부 결과 무승부일 경우 베팅한 칩은 그대로 다시 돌려받는다.
12. 무승부에 베팅을 한 경우 결과를 맞히면 베팅한 칩의 3배를 획득하며, 틀리면 베팅 칩은 주최 측에 회수된다.
13. 11라운드 종료 시, 더 적은 칩을 보유하고 있는 플레이어가 최종 탈락자가 된다.

- 11라운드 종료 시 탈락 후보 2명의 칩수가 같을 경우, 연장전으로 두 라운드를 추가 진행한다. 연장전의 대결 상대는 가상의 플레이어가 되며, 가상 플레이어의 표식은 탈락 후보 2명에게 모두 공개된다.

## 4회

### 메인매치
1. [생선가게]는 총 4라운드로 진행되며, 생선가게에 판매되는 상품은 갈치, 고등어, 오징어 세 종류이다.
2. 게임 시작 전, 플레이어들에게는 4라운드 동안 자유롭게 사용할 수 있는 상품 판매권이 6장 주어진다.
3. 6장의 판매권은 한 라운드에 모두 사용해도 되며 4라운드 동안 나누어 사용해도 된다.
4. 네 라운드 중 두 라운드는 2개씩의 상품을 두 라운드는 1개씩 상품을 팔아도 되며, 한 라운드에 상품 한 종류를 6개 판매하여 한꺼번에 사용해도 된다. 판매권은 양도가 불가능하다.
5. 라운드가 시작되면 각 플레이어들은 자신이 가진 판매권을 사용하여 해당 라운드에 판매하고 싶은 상품을 결정하여 딜러에게 제출한다.
6. 모든 플레이어들의 판매 상품 결정이 끝나면 상품마다 판매하는 플레이어들이 공개된다.
7. 같은 상품을 판매하는 플레이어들의 의사를 판단하여 자신이 판매하는 상품의 희망가를 결정한다. 희망가는 천 원 단위로만 제시할 수 있으며, 최하 천 원부터 최고 오천 원까지 제시할 수 있다.
8. 결정한 희망가는 한명씩 딜러 룸에 들어가 딜러에게 전달하며, 제시한 희망가는 공개되지 않는다.
9. 플레이어들이 제시한 희망가 중 최저가가 각 해산물의 최종 판매가가 되며 라운드가 종료되면 각 해산물의 최종 판매가와 판매 수입이 공개된다.
10. 최저가를 제시한 플레이어는 해당 라운드에서 해당 상품이 판매된 개수만큼 최종 판매가에 상품을 팔아 수입을 얻게 된다.
11. 최저가를 제시한 플레이어가 여러 명일 경우, 총 수입을 똑같이 나눠 갖는다. 같은 방식으로 라운드마다 얻은 수입이 누적된다.
12. 플레이어들은 게임 도중 단 한번 “비밀” 또는 “확인” 아이템을 사용할 수 있다. “비밀”은 3가지의 상품 중 한 개를 선택해 라운드 결과 발표 시 해당 상품의 판매가와 수입을 비공개로 만든다.
13. “확인”은 현재 라운드까지 자신이 벌어들인 총수입을 알 수 있다.
14. 4라운드 종료 시 가장 높은 수입을 올린 플레이어가 우승하며, 가장 적은 수입을 올린 플레이어가 탈락 후보가 된다.
15. 게임 결과, 수입이 3만 원 이상인 플레이어들은 가넷 1개, 4만 원 이상인 플레이어들은 가넷 2개를 받는다.

- 게임이 끝나기 전에 6장의 판매권을 모두 사용하지 않아도 된다.
- 플레이어들의 누적 수입은 4라운드 종료 시 공개된다.
- 게임 종료 시 최종 수입이 모두 같을 경우 플레이어들의 수입이 모두 리셋되고 처음부터 다시 게임을 진행한다.

### 데스매치
1. 16개의 알파벳이 쓰인 게임 판의 뒷면엔 1~12까지의 숫자와 연산기호 +,×,÷,√x+√y가 표시되어 있다.
2. 게임 시작 전 5초 동안 게임 판의 뒷면이 전체 공개된다.
3. 게임이 시작되면 딜러는 매 라운드 '타깃 넘버'를 무작위로 하나씩 뽑는다. '타깃 넘버'는 게임 판의 숫자와 기호로 나올 수 있는 모든 경우의 자연수이다.
4. 타깃 넘버가 공개되면 먼저 버저를 누른 플레이어에게 5초 동안의 수식 완성 기회가 주어지며 플레이어는 게임판 뒷면의 숫자와 연산 기호를 기억해 타깃 넘버가 산출되는 수식을 완성해야한다. 5초가 지나거나 수식이 틀렸을 경우 기회는 상대방에게 넘어간다.
5. 수식은 숫자 2개와 기호 1개로 이루어져 있어야하며 하나의 수식에 같은 숫자를 중복해서 사용할 수 없다.
6. 답을 말할 때는 수식의 순서인 숫자, 연산 기호, 숫자에 맞춰 차례로 게임 판의 알파벳을 호명해야 한다.
7. √x+√y를 포함하여 수식을 완성할 경우 x에 들어갈 숫자, √x+√y, y에 들어갈 숫자 순으로 게임 판의 알파벳을 호명한다.
8. 해당 라운드의 타깃 넘버와 일치하는 수식이 나오기 전까지 두 플레이어는 한 번씩 번갈아가며 기회를 얻게 되며 먼저 수식을 완성한 플레이어가 승점 1점을 획득한다. √x+√y를 포함하여 완성한 경우 승점 2점을 획득한다.
9. 누군가 정답을 맞혔을 경우 해당 라운드가 종료되며, 라운드가 끝날 때마다 게임판의 뒷면이 차례로 1개씩 3초간 공개되며, 뒷면 공개 후 새로운 타깃 넘버를 공개한다.
10. 같은 방식으로 라운드를 진행하여 한 플레이어가 먼저 승점 10점을 획득하면 해당 플레이어의 승리로 게임이 종료된다.

- 공개되는 타깃 넘버는 중복되지 않는다.
- 수식 공개는 버저를 누른 플레이어가 알파벳 3개를 다 호명한 후, 호명한 순서대로 차례로 오픈된다.
- 호명한 알파벳 3개가 순서대로 다 뒤집히기 전에 수식이 틀렸어도 알파벳 3개의 뒷면은 전부 공개된다.
- 상대방의 오답으로 기회가 넘어왔다면 5초 카운팅은 하지 않는다.
- 5초 안에 알파벳 3개를 호명하지 못했다면 알파벳의 뒷면은 공개되지 않는다.

## 5회

### 메인매치
1. 게임에는 총 15칸으로 되어있는 A열과 B열, 총 30칸이 사용된다.
2. 9명의 플레이어는 제비뽑기를 통해 6명은 충신, 3명은 역적이 된다. 충신은 누가 역적인지 알 수 없으며, 역적은 서로의 정체를 알고 게임을 시작한다.
3. 충신과 역적이 정해지면 추첨 볼을 뽑아 1번부터 9번까지 플레이 순서를 정한다.
4. 플레이어들은 순서대로 한 명씩 딜러 룸에 들어간다. 딜러는 매번 다른 구성으로 되어있는 4개의 숫자를 해당 순서인 플레이어에게 제시한다.
5. 제시받은 4개의 숫자 중 원하는 숫자를 사용하여 A열과 B열 중 한 열을 선택해 비어있는 가장 아래 칸부터 숫자를 채워나간다.
6. 제시한 4개의 숫자를 조합하여 한 자리, 두 자리, 세 자리, 네 자리의 숫자를 자유롭게 만들 수 있다. 하지만, 칸을 채울 숫자 선택에는 다음과 같은 제한이 있다.
7. 첫 번째, 같은 열의 이전 칸에 채워진 숫자보다 높은 숫자로 채워야 한다.
8. 두 번째, 자릿수를 올릴 때는 한 단계 높은 자릿수만 올려야 한다. 이전 칸의 숫자가 한 자리일 경우, 다음 칸의 숫자를 두 자릿수로 올릴 순 있지만 세 자릿수로 올릴 순 없다.
9. 딜러가 제시하는 4개의 숫자는 제시받은 플레이어만 확인 가능하며, 제출하여 칸에 채워진 숫자는 전체 공개된다
10. 모든 플레이어가 한 번씩 숫자를 제출하고 나면 한 라운드가 종료되며, 1라운드가 종료되면 투표를 통해 왕을 선출한다.
11. 선출된 왕은 역적으로 의심되는 플레이어 2명을 감옥에 보낸다. 감옥에 갇힌 2명의 플레이어는 다음 라운드 동안 숫자제출에서 제외되며 다음 '왕 선출' 투표에도 참여할 수 없다.
12. 같은 방식으로 라운드가 끝날 때마다 '왕 선출'과 '감옥 보내기'를 반복하여 A, B 열이 모두 채워지거나, 두 열 중 한 열의 숫자가 1000을 넘기면 게임이 종료된다.
13. 게임 종료 시, 두 라인이 모두 1000을 넘기지 않고 30개의 빈칸을 모두 채웠다면 충신이 승리한다.
14. 충신 승리 시, 충신은 모두 생명의 징표를 획득하게 되며 역적 3명 중 한 명을 탈락후보로 지목한다. 탈락후보로 지목된 플레이어는 남은 역적 2명 중 1명을 선택하여 데스매치에 진출한다.
15. 한 열이라도 1000을 넘었다면 역적의 승리이다. 하지만, 충신에게는 마지막 기회가 주어진다.
16. 감옥에 있는 2명의 플레이어를 제외한 나머지 플레이어들은 비밀투표를 통해 마지막 왕을 선출한다. 마지막 왕은 역적으로 의심되는 2명의 플레이어를 마지막으로 감옥에 보내야 하며, 결과를 떠나 생명의 징표를 얻게 된다.
17. 마지막으로 감옥에 갇힌 두 플레이어가 모두 역적일 경우 충신의 역전승이 되어 감옥에 갇힌 역적 2명이 자동으로 데스매치에 진출한다.
18. 1명이라도 역적이 아닐 경우 그대로 역적의 승리가 되며 역적인 플레이어 3명은 모두 생명의 징표를 획득한다. 그리고 역적 3명이 생명의 징표가 없는 플레이어 중 1명을 탈락 후보로 지목한다.
19. 게임 결과, 충신의 승리일 경우 충신인 플레이어들은 가넷 1개씩, 역적의 승리일 경우 역적인 플레이어들은 가넷 2개씩을 획득한다.

- 왕 선출은 한 라운드가 끝날 때마다 한다. 즉, 1라운드 시작 전에는 왕 선출을 하지 않는다.
- 한 사람이 연속으로 왕으로 선출될 수 있다.
- 감옥에 있는 플레이어는 왕 선출 후보가 될 수 없으며 투표권 또한 없다.

### 데스매치
1. 1~10까지의 숫자카드, 각각 2장씩 총 20장으로 진행된다.
2. 두 플레이어는 각각 30개의 칩을 가지고 게임을 시작한다.
3. 플레이어들은 카드 1장씩을 받은 뒤, 앞면을 확인하지 않고 자신의 이마에 붙인다.
4. 이마에 카드를 붙이고 나면 기본 베팅으로 칩 1개를 내고 선 플레이어부터 베팅을 시작한다. 베팅할 수 있는 칩의 개수에는 제한이 없다,
5. 베팅할 때는 3가지 선택을 할 수 있다.
6. ① 상대와 같은 수의 칩을 베팅. 베팅이 종료되며 두 사람의 카드를 공개한다. 이 때는 더 높은 숫자카드를 가진 플레이어가 승리, 베팅된 칩을 모두 가져간다.
7. ② 앞서 베팅된 칩보다 더 많은 칩을 베팅. 카드 공개 없이 베팅을 이어간다.
8. ③ 베팅하지 않고 게임을 포기. 이 때는 무조건 상대방이 승리하며 베팅된 칩을 모두 가져간다.
9. 하지만 가장 높은 수인 '10'카드로 게임을 포기했을 경우 페널티로 칩 10개를 상대에게 줘야한다.
10. 같은 숫자로 무승부가 되었을 경우, 베팅된 칩은 다음 게임에서 승리한 플레이어가 모두 갖는다.
11. 같은 방식으로 게임을 진행하여 한 명이 칩을 모두 다 잃으면 게임이 종료된다.
12. 만일 게임 진행 도중 플레이어의 부주의로 카드의 앞면이 공개된다면 해당 게임은 무효가 되며 베팅되에 있는 칩은 상대방이 모두 가져간다.

## 6회

### 메인매치
1. [가넷도둑]은 라운드마다 주최측이 제공하는 4개의 가넷을 걸고 게임을 한다.
2. 8명의 플레이어들은 제비뽑기를 통해 1~8번까지 플레이 순서를 정한다. 게임은 총 8라운드로 1번 플레이어부터 돌아가며 한 번씩 선 플레이어가 된다.
3. 플레이어들은 라운드마다 마피아, 카르텔, 경찰, 거지 4개의 캐릭터 중 하나의 캐릭터를 선택한다.
4. 선 플레이어부터 4개의 캐릭터 중 하나를 선택한 뒤 비공개로 버튼을 누른다.
5. 플레이어들은 자신이 선택한 캐릭터가 무엇인지 모든 플레이어가 들을 수 있도록 말해야 한다. 이 때, 다른 플레이어들의 캐릭터 선택에 혼란을 주기 위해 거짓으로 말해도 된다.
6. 선 플레이어부터 차례로 캐릭터 선택을 진행하여 선택이 모두 끝나면 마지막으로 선택한 플레이어부터 역순으로 정체를 공개한다.
7. 모든 플레이어의 정체가 공개되면, 공개된 캐릭터의 수에 따라 다음과 같이 가넷을 획득한다.
8. ① 범죄조직인 마피아와 카르텔 중 더 많은 플레이어가 선택한 조직이 4개의 가넷을 똑같이 나누어 가진다. 똑같이 나누어 갖고 남는 가넷은 가져갈 수 없다.
9. ② 두 조직의 수가 같거나 범죄조직을 선택한 플레이어가 아무도 없을 경우, 경찰을 선택한 플레이어들이 가넷을 똑같이 나누어 가진다.
10. ③ 범죄 조직 혹은 경찰이 가넷을 똑같이 나누고 남는 가넷이 있을 경우, 남는 가넷은 거지를 선택한 플레이어들이 똑같이 나누어 가진다. 거지까지 가넷을 똑같이 나눠 갖고도 남는 가넷이 있을 경우, 주최 측에 회수된다.
11. 라운드 결과, 가넷을 획득하지 못한 플레이어 중 자신의 정체를 거짓으로 말한 플레이어는 가넷 1개를 내야 한다. 만약 보유한 가넷이 없을 경우 내지 않아도 된다.
12. '가넷 매치'는 가넷 양도가 불가하지만 이번 게임의 경우 3라운드, 7라운드 종료시점에 한해 다른 플레이어 한 명에게 가넷 한 개를 양도 받을 수 있다.
13. 같은 방식으로 게임을 진행하여 8라운드 종료 시, 가넷이 가장 많은 플레이어가 우승자, 가장 적은 플레이어가 탈락후보가 된다. 단독 우승일 경우, 생명의 징표 두 개를 획득한다.

- 거짓 선언을 했을 때 다른 플레이어가 대신 가넷을 제출해 줄 수 없다.
- 가넷이 0개가 된 플레이어가 있어도 게임은 8라운드까지 진행된다.
- 가넷양도
  - 3, 7라운드에 각각 가넷 1개씩을 받을 수는 있지만 한 라운드에 2명 이상에게 가넷을 받을 수 없다.
  - 한 명의 플레이어가 여러 명에게 가넷을 양도 할 수 있다.
  - 가넷 양도는 반드시 딜러의 확인 하에 이루어져야 한다. (단, 가넷 양도 상황이 다른 플레이어들에게 공지되지 않는다.)

### 데스매치
1. 두 플레이어는 양쪽 끝으로 철로가 열려있는 2개의 기차역 타일을 두고 게임을 시작한다.
2. 플레이어들은 16개의 철로 타일을 번갈아가며 놓아 기차역에서 출발해 다시 기차역으로 돌아오는 하나의 철로를 완성시켜야 한다.
3. 16개의 철로 타일은 양면으로 되어있으며 앞면은 직선, 뒷면은 ‘ㄱ’자 모양으로 되어있다.
4. 선 플레이어부터 번갈아가며 타일을 놓게 되며 자신의 차례에 1개에서 3개까지 놓을 수 있으며 타일을 놓는 시간에 제한은 없다.
5. 타일의 앞, 뒷면은 원하는 면으로 선택하여 놓을 수 있으나 반드시 기존에 놓여있는 타일의 상, 하, 좌, 우 중 한 면에 맞닿아 놓아야 한다.
6. 하지만 반드시 철로가 연결되게 놓을 필요는 없다.
7. 또한, 타일을 2개 이상 놓을 경우 타일을 나란히 일렬로 놓아야 한다.
8. 철로를 완성하는데 16개의 타일을 모두 사용할 필요는 없으나 이미 놓인 철로는 모두 연결된 상태여야 한다.
9. 같은 방식으로 번갈아가며 타일을 놓아 기차역에서 기차역으로 이어지는 철로를 완성하는 마지막 타일을 놓는 플레이어가 승리한다.
10. 모노레일에는 승리방법이 한가지 더 존재한다. 게임 도중 자신의 턴 시작에 남아있는 타일을 가지고 하나로 연결된 철로를 완성시킬 수 없다고 판단되면 '불가능'을 선언할 수 있다.
11. 만약 한 플레이어가 ‘불가능’을 선언했을 경우 상대방은 남은 타일을 이용해 철로를 완성시켜야 한다.
12. 남은 타일을 가지고 하나로 연결된 철로를 완성시켰을 경우 완성시킨 플레이어가 승리하게 되며 실패할 경우 ‘불가능’을 선언한 플레이어가 승리하게 된다.

## 7회

### 메인매치
1. [시드포커]는 1부터 15까지의 숫자카드로 진행되며, 각자 15개의 칩을 가지고 게임을 시작한다.
2. 7명의 플레이어들은 추첨을 통해 1~7번까지 플레이 순서를 정한다. 게임은 총 7라운드로 1번 플레이어부터 돌아가며 한 번씩 선 플레이어가 된다.
3. 딜러가 15장의 카드를 섞어 비공개로 선 플레이어부터 1장씩 숫자카드를 지급한다. 남은 8장의 카드는 앞면이 보이지 않도록 테이블 중앙에 놓고, 맨 위 숫자카드 1장을 오픈한다. 이 숫자카드는 첫 번째 시드카드가 된다.
4. 시드카드란, 승부에 참여한 플레이어의 숫자카드가 오픈되었을 때 가장 낮은 숫자를 가진 플레이어들에게 순차적으로 지원되는 카드이다.
5. 첫 번째 시드카드가 오픈되면 선 플레이어부터 게임을 진행한다. 플레이어들은 자신의 차례에 다음 두 가지 중 하나를 선택한다.
6. ① 카드 받기: 카드 받기를 선택했다면 카드 더미에서 한 장을 받아 숫자를 확인한 뒤, 자신이 가지고 있던 카드와 비교하여 원하는 카드로 자신의 최종 카드를 선택할 수 있다. 선택하고 남은 카드는 테이블 위에 오픈하여 전체 공개한다.
7. ② 시드 카드 추가하기: 시드 카드 추가하기를 선택했다면 카드 더미에서 1장을 오픈하여 시드카드에 추가시킨다.
8. 시드카드가 3장 이상이 될 경우, 가장 높은 시드카드 3장만 남고 나머지는 버려진다. 시드 카드를 추가한 플레이어들은 자동으로 처음에 받은 카드가 자신의 최종 카드가 된다.
9. 모든 플레이어들의 카드와 시드카드가 결정되면 카드를 오픈하기 전, 베팅을 시작한다.
10. 모든 플레이어는 기본 베팅으로 칩 한 개를 내며, 선 플레이어부터 차례로 승부 참가 여부를 결정하여 베팅한다. 만약 승부에 참여하고 싶지 않을 경우 포기를 선언하고 승부와 베팅에서 빠질 수 있다.
11. 가장 먼저 승부를 선택한 플레이어는 자신의 승리에 몇 개의 칩을 베팅할 지 결정한다. 그 뒤로 승부에 참가하는 플레이어는 앞서 베팅된 칩 수와 같은 수의 칩을 베팅해야 한다.
12. 모든 플레이어의 베팅이 끝나면 마지막으로 베팅한 플레이어부터 한 명씩 카드를 오픈한다.
13. 베팅에 참여한 플레이어들의 카드가 모두 오픈되면 오픈된 카드 중 가장 낮은 숫자카드를 가진 플레이어부터 순차적으로 가장 높은 시드카드의 지원을 받는다. 자신의 카드 숫자에 시드카드의 숫자를 합친 숫자가 자신의 카드숫자가 된다.
14. 그 결과, 숫자가 가장 높은 플레이어가 승리하며 베팅된 칩을 모두 갖고, 추가로 가넷 1개를 획득한다.
15. 가장 높은 숫자를 가진 플레이어가 여러 명일 경우 선 플레이어에 가까운 플레이어가 승리한다.
16. 보유한 칩이 없을 경우, 자신의 가넷을 칩으로 사용해야 하며, 칩과 가넷을 모두 잃을 경우 자동으로 최하위자가 된다. (칩 양도는 불가하다)
17. 같은 방식으로 모든 플레이어가 돌아가며 한 번씩 선 플레이어가 되어 총 7라운드를 진행하면 게임이 종료된다.
18. 가장 많은 칩을 획득한 플레이어가 우승자가 되며 가장 적은 칩을 가진 플레이어가 탈락후보가 된다. 단독 우승일 경우, 생명의 징표 2개를 획득한다.

- 베팅을 포기한 플레이어의 카드는 공개되지 않는다.
- 칩과 가넷이 없는 플레이어는 최하위자가 되며 게임에서 제외되고, 남은 플레이어들은 7라운드까지 게임을 진행한다.
- 칩과 가넷이 없는 플레이어는 라운드가 시작되기 전 가넷 양도를 받아 게임에 참가할 것인지 라운드가 시작되기 전에 결정해야 하며 한번 게임에서 제외되면 게임 종료 시까지 제외된다.
- 게임에서 제외된 플레이어가 있을 경우 라운드 종료 시 2장의 카드가 남게 되며, 남은 카드는 공개되지 않는다.

### 데스매치
1. 그림판 앞면에는 16개의 알파벳이, 뒷면에는 각기 다른 16장의 그림이 숨겨져있다.
2. 게임은 20장의 그림카드가 채워진 개인 컨베이어 벨트에서 진행된다. (그림판에 있는 16개의 그림 3묶음을 셔플 한 뒤, 컨베이어 벨트의 첫 번째 빈칸부터 채운다.)
3. 말을 앞으로 이동시키기 위해서는 다음 칸에 있는 그림카드와 같은 그림을 그림판에서 찾아야 한다.
4. 선택한 그림이 벨트 위의 그림과 일치할 경우 한 칸 전진하며, 이어서 그림판의 그림을 한 번 더 확인할 수 있다.
5. 선택한 그림이 다음 칸의 그림카드와 일치하지 않을 경우 컨베이어 벨트가 한 칸 후진, 맨 앞쪽에 새로운 그림카드가 채워진다. (단, 결승점에 있는 그림카드는 고정)
6. 한 플레이어의 말이 결승점에 먼저 도착하면 해당 플레이어의 승리로 게임이 종료된다.
7. 같은 그림을 찾지 못해 말이 컨베이어 벨트에서 떨어지게 되면, 해당 플레이어의 패배로 게임이 종료된다.

## 8회

### 메인매치
1. [마이너스 경매Ⅱ]는 –3부터 –35까지의 마이너스 숫자 큐브가 경매된다. 플레이어들은 제비뽑기를 통해 경매 순서를 정한다.
2. 플레이어들은 모두 각각 9개의 칩을 가지고 게임을 시작하며, 칩은 낙찰을 거부할 때 사용된다.
3. 마이너스 숫자 큐브는 무작위로 추첨을 통해 1개씩 공개되며, 플레이어들은 정해진 경매 순서에 따라 해당 숫자 큐브를 거부할 것인지 가져올 것인지 낙찰 여부를 결정한다.
4. 숫자 큐브를 낙찰 받고 싶지 않다면, 거부 의사를 밝히고 칩 1개를 내야 한다. 칩을 내고 거부했다면 해당 숫자 큐브의 낙찰 선택은 다음 플레이어에게 넘어간다.
5. 만약, 칩이 없다면 칩 대신 가넷 1개를 사용할 수 있다. 칩이나 가넷이 없는 경우 무조건 숫자 큐브를 낙찰 받아야 한다.
6. 숫자 큐브를 낙찰 받을 경우, 앞서 다른 플레이어들이 해당 큐브를 거부하기 위해 낸 칩과 가넷을 함께 가져간다.
7. 낙찰 받은 숫자 큐브는 모든 플레이어가 볼 수 있도록 앞쪽에 공개된다.
8. 숫자 큐브가 낙찰되면 추첨을 통해 새로운 숫자 큐브가 경매에 오르며, 그 전 숫자 큐브를 낙찰 받은 플레이어부터 다시 경매를 진행한다.
9. 모든 숫자 큐브 경매가 끝나면 자신이 낙찰 받은 마이너스 숫자를 더한다. 그리고 남은 칩은 하나당 플러스 1점으로 최종 점수를 계산한다. (가넷은 최종점수에 포함되지 않는다.)
10. 낙찰 받은 마이너스 숫자가 연속되는 숫자일 경우, 절대 값이 제일 작은 숫자만 계산된다. 이를 이용한다면 마이너스 숫자 큐브를 여러 개 낙찰받았더라도 마이너스 점수를 최소화 할 수 있다.
11. 경매 시작 전, -3부터 –35까지의 큐브 중 무작위로 2개를 뽑으며, 2개의 숫자큐브는 히든 큐브로 숨겨져 경매에 오르지 않는다. 첫 번째 히든 큐브는 게임에서 완전히 제거되어 경매가 끝날 때까지 공개되지 않는다.
12. 17회 경매가 끝나면 두 번째 히든 큐브를 건 가넷 경매가 진행되며 가장 많은 가넷을 제시한 플레이어가 두 번째 히든 큐브를 낙찰 받는다.
13. 낙찰 받은 플레이어는 히든 큐브의 숫자를 확인한 뒤 해당 히든 큐브를 경매에 포함시킬 것인지 제외시킬 것인지 결정한다.
14. 게임 종료 시, 가장 적은 마이너스 점수를 획득한 플레이어가 우승자가 되며, 가장 많은 마이너스 점수를 획득한 플레이어가 탈락 후보가 된다.
15. 우승자는 가넷 5개를 탈락 후보를 제외한 모든 플레이어는 가넷 2개를 획득한다.
16. 단독 우승일 경우, 우승자는 생명의 징표 2개를 획득한다.

- 낙찰 받은 숫자큐브와 칩은 양도 및 교환이 불가하다. (가넷 양도 가능)
- 칩 개수를 다른 플레이어에게 공개하지 않아도 된다.
- 보유한 칩이 없을 때만 가넷으로 숫자큐브를 거부할 수 있다.
- 히든 큐브 가넷 경매 시, 낙찰 받은 플레이어 1명만 히든 큐브를 확인할 수 있다.

### 데스매치
1. 게임은 도형, 도형의 색, 배경색 3가지 속성이 각기 다른 27장의 그림으로 진행되며, 라운드마다 이중 9장의 그림이 공개된다.
2. ‘합’이란 3가지 속성이 모두 같거나 모두 다른 그림들로 이루어진 3장의 그림을 말하며, 플레이어들은 ‘합’이 되는 3장의 그림을 찾아야 한다.
3. 플레이어들에게는 한 번씩 번갈아가며 10초의 시간이 주어지며, 합을 찾아냈다면 5초 안에 ‘합’을 외친 뒤 그림 번호를 호명해야한다
4. 호명한 그림이 합이 맞을 경우 +1점, 합이 아닐 경우 –1점이 된다
5. 자신의 순서(10초)에 아무것도 호명하지 않으면 점수 변동 없이 상대방에게 기회가 넘어간다. (단, 합을 외친 후 5초 안에 답을 말하지 않으면 –1점)
6. 만약, 9장의 그림에서 더 이상 합이 없다고 판단된다면 ‘결’을 외칠 수 있다
7. 실제로 합이 되는 그림이 더 이상 없을 경우, 결을 외친 플레이어는 승점 +3점이 된다
8. 결을 외쳤는데 합이 되는 그림 조합이 남아있었다면 해당 플레이어는 –1점이 되고, 기회는 다음 플레이어에게 넘어간다.
9. 자신의 순서에 ‘합’을 맞췄다면, ‘결’을 외칠 수 있는 5초의 추가 시간이 주어진다.
10. 게임은 총 10라운드로 진행, 승점이 낮은 플레이어가 탈락자가 된다.

## 9회

### 메인매치
1. 뱀파이어, 강시, 구미호, 미라, 좀비. 총 5가지 캐릭터가 12칸으로 되어있는 트랙에서 레이스를 펼치게 된다.
2. 플레이어와 게스트 모두 개인전으로 진행되며 게임 결과, 플레이어와 게스트 순위가 따로 결정된다.
3. 10명의 플레이어는 제비뽑기로 1번부터 10번까지 플레이 순서를 정한다. 모든 플레이어들의 순서가 정해지면, 5가지 캐릭터 코인을 종류별로 1개씩 총 5개를 지급받는다.
4. 1명씩 딜러 룸으로 들어가 5종류의 코인 중 자신이 우승시키고 싶은 2개의 캐릭터를 골라 비공개로 딜러에게 코인을 제출한 뒤, 남은 3개의 코인은 코인 박스에 넣는다. 누가 어떤 캐릭터를 선택했는지는 공개되지 않는다.
5. 모든 플레이어가 선택하고 남은 30개의 코인은 코인 박스에 모두 합쳐진 뒤 캐릭터들의 이동에 사용된다.
6. 레이스가 시작되면, 1번 플레이어부터 코인 박스에 있는 코인 중 3개를 무작위로 뽑아 3개의 구역에 자유롭게 놓는다.
7. 한 구역에 3개의 코인을 모두 놓아도 되며, 다른 구역에 나누어 놓아도 된다. (단, 자신이 뽑은 코인은 자신의 턴에 모두 사용해야한다.)
8. 같은 방식으로 1~10번 플레이어까지 코인 3개를 뽑아 원하는 구역에 놓고 나면 각 구역에 놓인 코인의 개수에 따라 캐릭터를 이동시킨다.
9. 가장 먼저, 1구역에서 가장 코인이 많은 캐릭터가 한 칸을 이동, 두 번째로 2구역에서 가장 코인이 많은 캐릭터가 두 칸을 이동, 마지막으로 3구역에서 가장 코인이 많은 캐릭터가 세 칸을 이동한다
10. 한 구역에 코인이 가장 많은 캐릭터가 2종류 이상일 경우 해당 캐릭터들은 모두 이동하지 못하며, 그 다음으로 코인이 많은 캐릭터가 이동한다.
11. [호러 레이스Ⅱ]에는 새로운 룰 2개가 추가된다. 첫 번째, 업히기. 각 구역의 결과에 따라 캐릭터를 이동시킬 때, 이동시킨 캐릭터가 멈춘 곳에 미리 놓인 캐릭터가 있을 경우 그 위로 도착한 캐릭터가 업힌다.
12. 두 번째, 웅덩이. 트랙의 6번째와 11번째 칸은 웅덩이로 되어 있으며 웅덩이를 지나치는 모든 캐릭터는 웅덩이에서 이동을 멈춘다.
13. 정해진 이동 방식에 따라 캐릭터들을 이동시키고 나면 해당 라운드가 종료되며, 이동 구역에 놓인 코인 들을 다시 코인 박스에 넣고 같은 방식으로 다음 라운드를 진행한다.
14. 자신의 순서에 코인을 뽑지 않고 "코인 포기"를 선언할 수 있다. “코인포기”를 선언했다면 다음 라운드에 마지막으로 코인을 뽑는 10번 플레이어가 된다.
15. "코인 포기"는 한 라운드에 한 플레이어만 선언 할 수 있다.
16. "코인 포기"를 선언한 플레이어가 나올 경우, 자동으로 다음 순서인 플레이어가 다음 라운드의 1번 플레이어가 된다.
17. 같은 방식으로 라운드를 반복 진행하여 한 캐릭터가 골인 지점을 통과하면 레이스가 종료된다
18. 종료 시점에서 골인 지점에 더 가까이 위치한 캐릭터가 차례로 2등과 3등이 된다. 만약 캐릭터가 업혀 있는 상태일 경우, 가장 위에 있는 캐릭터의 순위가 높다.
19. 레이스 결과, 자신이 응원하는 캐릭터가 1등일 경우 승점 3점을 획득하며, 2등일 경우 승점 2점, 3등일 경우 승점 1점을 획득한다.
20. 만약 공동 2등이 나올 경우, 해당 캐릭터를 선택한 플레이어는 모두 승점 1점을 획득하고 3등을 선택한 플레이어는 승점을 획득하지 못한다.
21. 플레이어 중 승점이 가장 높은 플레이어는 우승자가 되며, 가장 낮은 플레이어가 탈락 후보가 된다. 단독 우승일 경우, 생명의 징표 2개를 획득한다
22. 게임 결과, 탈락 후보를 포함하여 모든 플레이어는 승점 1점당 가넷 한 개를 획득한다
23. 게스트 중 가장 승점이 높은 플레이어(들)는 상금 900만원을 획득한다.

- 캐릭터 코인에 마킹하거나 코인을 훼손하는 것은 불가하다.
- 코인은 1개씩 뽑아도 되고 한꺼번에 뽑아도 된다.
- 코인 박스에 손을 넣어보거나 코인을 뽑고 나서 '코인 포기'를 할 수 없다.
- 한 구역에 놓인 캐릭터 코인 수가 모두 동률이라면 아무도 이동하지 못한다.
- 1구역 이동 순서에 캐릭터가 골인 지점을 통과했을 경우, 그 즉시 게임이 종료되어 2, 3구역은 이동하지 않는다.
- 공동 3등일 경우 해당 캐릭터를 선택한 플레이어들은 모두 승점 1점씩 획득한다.
- 승점이 가장 적은 사람이 동률이라면 우승자가 탈락후보를 결정한다.

### 데스매치
1. 콰트로란 숫자와 색이 모두 다른 4장의 카드를 의미하며, 숫자의 합이 더 높은 콰트로를 완성하는 플레이어가 우승자가 된다.
2. 게임은 1~6까지 적혀있는 빨강, 파랑, 초록, 노란색 카드 각각 10장, 제로 카드 2장, 총 26장의 카드로 진행된다.
3. 딜러는 26장을 셔플한 뒤 탈락후보 2명에게 4장씩 지급한다.
4. 카드를 확인한 뒤 카드가 마음에 들지 않을 경우 멀리건을 요청하여 새로운 카드 4장으로 교환할 수 있다. 멀리건은 최대 2번까지 가능하며, 원하지 않으면 하지 않아도 된다.
5. 탈락 후보들의 카드 배분이 끝나면 나머지 18장의 카드는 가상의 플레이어 6명에게 3장씩 나누어 진다.
6. 가상 플레이어들의 카드가 모두 지급되면 탈락 후보 2명은 4장의 카드 중 한 장을 오픈한다. 카드 1장을 오픈하고 나면, 탈락 후보 2명은 6명의 가상 플레이어들과 카드교환을 시작한다.
7. 선 플레이어부터 번갈아가며 카드 교환 여부를 결정하여 카드를 교환한다.
8. 카드 교환을 결정했다면, 교환할 카드를 선택해 가상 플레이어와 교환한다. 이 때, 자신이 낸 카드는 오픈된 상태로 공개된다.
9. 가상의 플레이어는 다음과 같은 규칙에 따라 카드를 선택하여 교환한다.
10. ① 교환한 플레이어가 이미 오픈한 카드를 고려하여 콰트로를 완성할 수 있는 가장 좋은 카드를 선택한다.
11. ② 콰트로가 불가능한 카드뿐이라면 숫자가 가장 높은 카드를 선택한다.
12. ③ 숫자가 가장 높은 숫자마저 여러 장일 경우 빨강, 파랑, 노랑, 초록 순으로 카드를 선택하여 교환한다.
13. ④ 단, 위의 모든 경우를 앞서 교환하는 가상의 플레이어에게 0카드가 있을 경우 무조건 0카드를 선택하여 교환한다.
14. 가상 플레이어가 교환해주는 카드는 공개되지 않는다.
15. 이미 오픈된 카드는 교환이 불가능하며, 탈락 후보 2명 다 더 이상 교환을 원하지 않을 때 다음 카드를 오픈한다.
16. 카드 교환 순서에는 제한이 없으며, 게임 전체를 통틀어 한 번 교환한 플레이어와는 다시 교환할 수 없다. (가상 플레이어 1명당 1장씩만 교환 가능)
17. 탈락 후보 2명은 자신의 카드 4장을 다 오픈하기 전까지 6명의 가상 플레이어와 모두 교환해야 한다.
18. 마지막 카드를 오픈했을 때, 2명 모두 콰트로를 완성했다면, 숫자의 합이 더 큰 플레이어가 승리한다. 숫자의 합이 같을 경우 더 높은 숫자카드를 가진 플레이어가 승리한다.
19. 둘 중 한 명이 콰트로를 완성시키지 못했을 경우, 해당 플레이어가 패배한다.
20. 0카드 역시 다른 색깔, 다른 숫자 카드로 인정하며, 게임 종료시 오픈된 카드에 0카드가 포함되어도 콰트로를 완성할 수 있다.
21. 만약 두 명 다 콰트로를 완성시키지 못했을 경우 카드 4장의 합이 더 높은 플레이어가 승리하며, 두 플레이어의 점수가 동점이라면 가장 큰 숫자 카드를 가진 플레이어가 승리한다.

## 10회

### 메인매치
1. [협동홀덤]은 총 20라운드로 진행되며 분리된 공간에서 동시에 4명은 홀덤을, 4명은 미니게임을 한다.
2. "홀덤"은 두 장의 공유카드와 플레이어의 카드를 조합하여 더 높은 조합을 이룬 플레이어가 승리하는 게임이다
3. [협동홀덤]은 플레이어 4명이 가지고 있는 가넷으로 베팅해야 하며, 라운드마다 기본 베팅으로 가넷 1개를 내야 한다.
4. 기본 베팅 후, 딜러가 1부터 10까지 10장의 숫자카드를 섞어 4명에게 비공개로 1장씩 나누어 준다. 개인 카드가 지급되면 첫 번째 공유카드가 공개된다.
5. 첫 번째 공유카드가 공개되면 첫 번째 베팅을 진행한다. 선 플레이어부터 베팅을 시작하며, 베팅 방법은 기존 포커게임에서의 베팅 방법과 같다.
6. 첫 번째 베팅이 종료되면 두 번째 공유카드가 오픈되며 다시 선 플레이어부터 첫 번째 베팅에 이어 두 번째 베팅을 시작한다. 만약 첫 번째 베팅에서 포기한 플레이어가 있다면 두 번째 베팅에 참여할 수 없다.
7. 같은 방식으로 베팅을 진행하여 베팅이 종료되면 베팅에 참여한 플레이어의 카드를 공개한다.
8. 카드 오픈 결과, 모든 플레이어의 카드가 공유카드와 아무런 조합이 안 될 경우 높은 숫자카드를 가진 플레이어가 승리한다. 하지만 공유카드와 다음과 같은 특별한 조합이 이뤄질 경우 승패가 달라진다.
9. ① '더블': 자신의 카드와 공유카드 중 한 장이 같은 숫자일 경우로 아무런 조합이 없는 숫자카드를 이긴다. (더블인 플레이어가 2명 일 경우 카드 숫자가 더 높은 플레이어가 이긴다.)
10. ② '스트레이트': 공유카드 두 장과 자신의 카드까지 세 장이 연속되는 숫자를 이룰 경우로 ‘스트레이트’는 ‘더블’까지 이긴다. 10과 1도 연속되는 숫자로 인정하며, 스트레이트가 여러 명일 경우 세 숫자의 합이 높은 스트레이트가 이긴다.
11. ③ '트리플': 공유카드 두 장과 자신의 카드까지 총 세 장이 모두 같은 숫자인 경우로 ‘트리플’은 ‘더블’과 ‘스트레이트’를 모두 이긴다
12. 카드 오픈 결과, 가장 높은 조합을 가진 플레이어가 승리하여 베팅된 가넷을 모두 가져가고 나면 한 라운드가 종료된다. (이번 라운드에 승리한 플레이어가 다음 라운드에 선 플레이어가 된다.)
13. "미니게임"은 홀덤에 사용될 공유카드를 결정하는 게임이다. 미니게임은 성냥, 저울, 퍼즐, 세 종류의 문제로 구성되어 있으며 라운드마다 한 종류의 게임이 2개씩 출제된다
14. 가장 먼저 정답을 맞힌 플레이어는 홀덤에 사용될 공유카드 선택권을 갖는다. 첫 번째 미니게임을 승리한 플레이어가 첫 번째 공유카드를 선택하고 나면, 두 번째 미니게임을 승리한 플레이어가 두 번째 공유카드를 선택한다.
15. 공유카드는 1부터 10까지의 숫자 중 원하는 카드를 자유롭게 선택할 수 있으며, 앞서 선택된 카드와 같은 숫자카드를 선택해도 된다. 물론 두 번의 미니게임을 한 플레이어가 모두 이겼을 경우 공유카드 두 장을 모두 선택할 수 있다.
16. 또한, 미니게임을 하는 플레이어에게는 홀덤을 하는 플레이어 4명의 카드 숫자와 가넷 현황이 모두 공개된다. 즉, 다른 팀의 상황을 고려하여 같은 팀에게 유리한 카드로 공유카드를 선택하는 것이 가능하다.
17. 하지만 미니게임의 결과는 홀덤을 진행하는 플레이어들에게 공개되지 않는다. 다시 말해 공유카드를 선택한 플레이어가 누군지 알 수 없다.
18. 같은 방식으로 5라운드까지 플레이어 4명은 홀덤을 조력자 4명은 미니게임을 하며, 6 ~ 10라운드까지는 반대로 진행한다. 그리고 10라운드 종료 시 팀 별로 상의 하에 역할을 결정, 20라운드 종료 시까지 역할을 바꿀 수 없다.
19. 라운드 진행 중 홀덤에서 가장 먼저 가넷을 모두 잃은 플레이어는 자동으로 탈락후보가 되며, 해당 팀을 제외한 나머지 팀은 20라운드까지 게임을 진행한다.
20. 20라운드 종료 시, 가넷이 가장 많은 플레이어가 우승자가 되며 우승자에게는 생명의 징표 1개와 가넷 10개가 주어진다. 탈락후보는 생명의 징표가 없는 2명 중 1명을 선택하여 데스매치에 진출한다.
21. 만약 가장 가넷이 많은 플레이어가 여러 명일 경우 게임 시작 시 가넷이 가장 적었던 플레이어가 우승자가 된다. (처음 시작 가넷도 동률이라면 공동우승이 된다.)

미니게임
1. [성냥]은 정해진 개수의 성냥개비를 사용해 문제에서 제시하는 모양의 도형을 만들어야 한다. 성냥개비 2개를 완전히 포개어지게 놓을 수 없으며, 남는 성냥개비가 있어서는 안 된다.
2. [저울]은 주어진 개수의 추를 사용하여 양팔 저울의 균형을 맞춰야 하는 문제이다. 문제의 왼쪽 상단에 추의 개수가 표시되어있으며 양팔저울 위에 있는 각 숫자는 해당 칸에 추 하나를 올렸을 때의 무게를 나타낸다.
3. [퍼즐]은 7개의 퍼즐 조각을 모두 사용해 문제의 그림과 똑같은 모양을 만들어야 한다.

- 문제를 푼 플레이어는 앞에 있는 스틱을 잡은 뒤 정답을 확인한다. 만약, 오답일 경우 해당 플레이어를 제외한 3명에게 새로운 문제가 주어진다.

### 데스매치
1. 양면포커는 카드의 앞면, 뒷면이 각기 다른 숫자로 이루어진 50장의 양면 숫자 카드 4세트로 진행된다.
2. 카드의 앞면이 홀수면 뒷면은 짝수, 반대로 카드의 앞면이 짝수면 뒷면은 홀수다.
3. 2명의 플레이어는 각각 칩 40개를 가지고 게임을 시작한다.
4. 딜러는 200장의 카드를 섞은 뒤 1장씩 앞면이 보이도록 각 플레이어의 앞에 놓는다.
5. 플레이어의 카드 앞면은 공개된 상태이며 카드 뒷면은 본인만 확인할 수 있다.
6. 카드가 지급되면 각 플레이어들은 기본 베팅으로 칩 1개씩을 내고 선 플레이어부터 베팅을 시작한다.
7. 선 플레이어부터 자신의 앞면, 뒷면 중 어떤 면에 베팅을 할 것인지 결정한 뒤 베팅한다. 베팅이 시작되면 선택한 베팅 면을 바꿀 수 없다.
8. [상대가 베팅한 칩과 같은 개수의 칩을 베팅할 경우] 베팅이 그 즉시 종료되며 두 플레이어가 베팅한 면의 숫자를 공개, 더 높은 숫자의 플레이어가 승리한다.
9. [앞서 베팅된 칩보다 더 많은 칩을 베팅했을 경우] 카드를 공개하지 않은 채 베팅을 이어간다.
10. [베팅을 하지 않고 포기할 경우] 무조건 상대방이 승리한다.
11. [두 플레이어의 숫자가 같은 경우] 무승부가 되어, 베팅된 칩은 다음 게임에서 이긴 플레이어가 모두 가져간다.
12. 자신의 앞면과 뒷면의 숫자 모두가 상대방이 선택한 면의 숫자를 이길 수 있다고 생각한다면 ‘양면베팅’을 선택할 수 있다.
13. 양면베팅을 할 경우 자신의 카드 앞, 뒷면의 숫자가 상대방이 선택한 면의 숫자보다 모두 높아야 승리한다.
14. 만약 한 면이라도 상대방이 선택한 면의 숫자와 같거나 적을 경우 상대방이 승리한다.
15. 양면베팅을 건 플레이어는 상대방이 베팅한 칩과 같은 수의 칩을 앞면, 뒷면 두 곳에 각각 베팅해야 한다. 즉 2배로 베팅해야 한다.
16. 양면베팅으로 승리했을 경우 상대방의 칩 10개를 추가로 뺏어온다.
17. 한 플레이어가 칩을 모두 잃으면 해당 플레이어의 패배로 게임이 종료된다.

- 상대방이 양면베팅 했을 때, 포기해도 상대에게 칩 10개를 줘야한다. 양면베팅한 플레이어는 해당 게임에서 패배해도 상대에게 칩 10개를 주지 않는다.

## 11회

### 메인매치
1. [하우머치]는 총 10라운드로 진행되며 게스트들이 사전에 가격 제시를 마친 상품들이 라운드마다 1개씩 오픈된다.
2. 각 상품별로 게스트들이 제시한 상품 가격을 합산한 뒤, 합산한 금액이 가장 낮은 상품부터 차례로 공개된다.
3. 게스트들은 각자의 가치관에 따라 자유롭게 상품가를 제시했으며, 제시한 가격은 다른 게스트들과 지니어스 플레이어들에게 공개되지 않는다.
4. 게임 시작 전 플레이어들에게는 기본 정보로 게스트별 제시한 상품 10개의 가격 총합이 공개된다.
5. 1라운드 상품이 오픈되면 플레이어들과 게스트들은 해당 상품의 가치에 대해 10분 동안 자유롭게 토론을 진행한다.
6. 게스트들은 자신이 제시한 상품가에 입각하여 견해를 밝히되 구체적인 가격에 대한 설명을 해서는 안 된다.
7. 토론이 끝나면 지니어스 플레이어 3명은 다음 두 가지 종류의 질문을 선택하여 공개 정보 한 개와 비공개 정보 한 개를 확인할 수 있다.
8. ① 게스트 순위 확인 : 게스트 한 명을 선택하여 해당 게스트가 몇 번째로 높은 가격을 제시했는지 확인할 수 있다.
9. ② 가격 확인 : 게스트 중 한 명을 선택하여 해당 게스트가 제시한 상품의 가격을 확인할 수 있다.
10. 공개 정보는 두 종류의 질문 중 하나를 플레이어 3명이 상의 하에 결정하며 모두 함께 공유한다. 비공개 정보는 각자 두 종류의 질문 중 하나를 선택하여 자신만 확인할 수 있다.
11. 정보 확인이 모두 끝나면 지니어스 플레이어들은 각자 해당 라운드의 상품 가격을 결정한다.
12. 플레이어들의 상품 가격은 1원부터 2억 원까지 제시할 수 있지만 10라운드 종료 시 상품 10개의 가격 총합이 2억 원을 넘어서는 안 된다.
13. 플레이어들의 가격 제시가 끝나면 지니어스 플레이어 3명의 상품 가격과 해당 상품의 가격을 가장 높게 제시한 게스트의 상품 가격이 공개된다. (게스트 이름은 공개되지 않는다)
14. 그 결과 가장 높은 게스트의 상품 가격을 넘지 않으면서 플레이어 중 가장 높은 가격으로 상품 가격을 제시한 플레이어가 해당 라운드의 승점을 획득한다.
15. 만약 가장 높은 가격을 제시한 플레이어가 여러 명일 경우 그 다음으로 높은 가격을 제시한 플레이어가 승점을 획득한다. (3명의 플레이어가 모두 같은 금액을 제시했을 경우 모두 승점을 획득하지 못한다.)
16. 같은 방식으로 10라운드를 진행하며 라운드에서 승리한 플레이어는 1~7라운드까지는 승점 1점, 8~9라운드는 승점 2점, 10라운드는 승점 4점을 획득한다.
17. 단, 10라운드에서는 공개 정보와 비공개 정보 모두 확인할 수 없으며, 게스트들과의 토론 후 바로 가격 제시를 해야 한다.
18. 10라운드 종료 시, 가장 높은 승점을 획득한 플레이어가 우승자가 되며 나머지 두 명은 자동으로 데스매치에 진출한다. 가장 높은 승점을 획득한 플레이어가 여러 명일 경우 10라운드 승점을 획득한 플레이어가 우승자가 된다.

- 토론 시, 해당 라운드의 상품 가격과 특정 금액을 비교하는 것은 불가능하다.
- 게스트 플레이어의 최고가 혹은 순위가 동률일 경우, 따로 공지되지 않는다.
- 플레이어가 제시한 금액은 승점 획득과는 무관하게 무조건 사용한 것으로 간주한다.

### 데스매치
| 게임명   | 데스매치 진출  | 생존자 (차회전 진출) | 최종 탈락자 | 원전 게임  |
| -------- | -------------- | -------------------- | ----------- | ---------- |
| 십이장기 | 장동민, 오현민 | 장동민               | 오현민      | 도부츠쇼기 |

1. [십이장기]는 가로 4칸, 세로 3칸. 총 12칸으로 이루어진 게임 판에서 진행되며 자신의 바로 앞쪽 3칸이 자신의 진영이 된다.
2. 데스 매치 진출자 2명에게는 4가지 종류의 말이 1개씩 주어지며 각 말은 지정된 위치에 놓인 상태로 시작된다.
3. 각 말들은 말에 표시된 방향으로만 이동할 수 있으며 각각의 역할은 다음과 같다.
4. ① [장(將)] 자신의 진영 오른쪽에 놓이는 말로 앞, 뒤와 좌, 우로 이동이 가능하다.
5. ② [상(相)] 자신의 진영 왼쪽에 놓이며 대각선 4방향으로 이동할 수 있다.
6. ③ [왕(王)] 자신의 진영 중앙에 위치하며 앞, 뒤, 좌, 우, 대각선 방향까지 모든 방향으로 이동이 가능하다.
7. ④ [자(子)] 왕의 앞에 놓이며 오로지 앞으로만 이동할 수 있다. 또한, [자(子)]는 상대 진영에 들어가면 뒤집어서 [후(侯)]로 사용된다. [후(侯)]는 대각선 뒤쪽 방향을 제외한 전 방향으로 이동할 수 있다.
8. 게임이 시작되면 선 플레이어부터 자신의 말 1개를 1칸 이동시킬 수 있다. 말을 이동시켜 상대방의 말을 잡은 경우, 해당 말을 포로로 잡게 되며 포로로 잡은 말은 다음 턴부터 자신의 말로 사용할 수 있다.
9. 게임 판에 포로로 잡은 말을 내려놓는 행동도 턴을 소모하는 것이며 이미 말이 놓인 곳이나 상대의 진영에는 말을 내려놓을 수 없다.
10. 또한 상대방의 [후(侯)]를 잡아 자신의 말로 사용할 경우에는 [자(子)]로 뒤집어서 사용해야 한다.
11. 게임은 한 플레이어가 상대방의 왕을 잡으면 해당 플레이어의 승리로 게임이 종료된다.
12. 한 플레이어의 왕이 상대방의 진영에 들어가 자신의 턴이 다시 돌아올 때까지 한 턴을 버틸 경우, 해당 플레이어가 승리한다.
13. 또한, [십이장기]는 한 턴을 30초로 제한하며 30초 안에 말을 놓아야 한다. 만약 30초 안에 아무 말도 놓지 못한다면 해당 플레이어가 패배한다.
14. 게임은 총 3라운드로 진행되며, 먼저 두 라운드를 이긴 플레이어가 최종 승리한다.

- 모든 말의 방향 회전은 불가능하다.
- 잡은 말은 바로 다음 턴에 내려놓지 않고 자신이 원할 때 사용 가능하며 사용하지 않아도 무관하다.

## 12회
전체 룰
1. 결승전은 총 3개의 게임이 준비되어 있으며 한 플레이어가 두 게임을 먼저 승리하면 최종 우승자가 된다.
2. 결승전 1회전 게임은 [숫자장기], 2회전 게임은 [미스터리 사인], 3회전 게임은 [베팅 흑과백]이다.
3. 결승전에는 게임을 유리하게 풀어나갈 수 있는 11개의 아이템이 준비되어 있으며 11명의 탈락자 게스트들에게 하나씩 주어졌다.
4. 게스트들이 가진 아이템은 결승 진출자 두 명 중 자신이 응원하는 플레이어에게 주었으며 각각의 아이템은 사용되는 게임 시작 전에 공개된다.

전체 아이템
1. [아이템 복사하기] - 게임이 진행되는 동안 언제든지 사용할 수 있으며 자신이 가진 아이템 중 하나를 복사해 2번으로 사용할 수 있다.
2. [상대 아이템 무효화] - 게임이 진행되는 동안 언제든지 사용할 수 있으며 상대방이 가지고 있는 아이템 하나를 무효화할 수 있다.

- '아이템 복사' 아이템으로 '아이템 복사' 아이템을 복사할 수는 없다.
- '아이템 복사' 아이템으로 복사한 아이템은 바로 사용하지 않고 나중에 사용해도 된다. 단, 이미 사용한 아이템은 복사할 수 없다.
- '상대 아이템 무효화' 아이템은 상대방이 아이템을 사용하려고 할 때 사용할 수 있다.

### 1회전
| 게임명    | 승리   | 패배   | 원전 게임 |
| --------- | ------ | ------ | --------- |
| 숫자 장기 | 장동민 | 김경훈 |           |

1. [숫자장기]의 게임 판은 가로 6칸, 세로 9칸. 총 54칸으로 되어 있으며 자신의 앞줄 3칸이 자기 진영이 된다.
2. 결승 진출자 2명은 1~10까지의 숫자 말 10개와 지뢰 3개, 왕 하나, 총 14개의 말을 지급받는다. 모든 말의 정체는 앞쪽에 표시되어 있으며 말 뒷면의 모양은 모두 같다.
3. 결승 진출자 2명은 자신의 말 14개를 자기 진영에 자유롭게 배치한 뒤 상대방이 볼 수 없도록 뒤집어 놓는다. 배치가 끝나면 선 플레이어부터 번갈아가며 자신의 말 1개를 이동시킨다.
4. 말은 양, 옆, 좌, 우, 대각선으로 1칸, 앞으로는 최대 2칸까지 이동할 수 있으며 뒤로는 이동할 수 없다.
5. 이미 말이 놓여 있는 곳으로는 이동할 수 없으며 앞으로 2칸 이동시 다른 말을 뛰어넘을 수 없다.
6. 또한, 지뢰는 이동이 불가하다.
7. 누군가의 말 이동 후, 상대의 말과 자신의 말이 "전. 후. 좌. 우"로 맞닿을 경우 그 즉시 대결이 진행된다.
8. 맞닿은 두 말의 앞면을 공개하면 둘 다 숫자 말일 경우, 두 숫자를 더한다. 더한 값이 10 이거나 높을 경우, 더 높은 숫자인 말이 승리한다.
9. 더한 값이 10 보다 낮을 경우, 더 낮은 숫자인 말이 승리한다.
10. 단, 게임 판에는 총 18개의 마이너스 표시가 존재한다. 만약 맞닿은 말 사이에 마이너스 표시가 있을 경우, 마이너스 대결이 되어 큰 수에서 작은 수를 뺀 결과로 승부를 결정한다.
11. 패배한 말은 게임 판에서 제거되며 승리한 말은 그대로 게임을 이어간다. 만약 말 숫자가 같을 경우, 두 개의 말이 모두 제거된다.
12. 지뢰는 자폭 기능을 가지고 있다. 만약 대결 상대가 지뢰일 경우 지뢰, 그리고 대결한 말이 모두 제거 된다.
13. 왕은 아무런 대결 능력이 없으며 왕은 다른 말과 대결할 경우 그 즉시 제거되어 상대편의 승리로 게임이 종료된다. 단, 왕과 왕이 대결할 경우 아무 일도 일어나지 않는다.
14. 근접한 말이 3개 이상일 경우 순서와 상관없이 동시에 모든 대결이 진행되며 제거조건이 한 개라도 충족될 경우 모두 제거된다.
15. 만약 자신의 말이 상대방 진영 맨 끝 줄에 도달했을 경우, 해당 말을 제거하고, 이미 제거된 말 중 하나를 숫자가 공개된 상태로 되살릴 수 있다. 되살린 말은 그 즉시 자기 진영 맨 끝줄에 배치한다.
16. 숫자장기에는 시간제한이 있다. 한 턴은 60초로 제한하며, 60초 안에 말을 이동해야 한다
17. 숫자장기의 승리조건은 다음 4가지이다.
18. ① 제한시간 안에 상대방이 말 이동을 하지 못한 경우.
19. ② 상대방의 왕을 잡은 경우.
20. ③ 상대방의 왕을 제외한 모든 말을 잡은 경우.
21. ④ 자신의 왕이 상대의 진영 맨 끝 줄에 도달한 경우.
22. 이 4가지 중 한 가지 조건을 달성하는 즉시 해당 플레이어의 승리로 게임이 종료된다.

숫자장기 아이템
1. [블라인드] - 말 대결 진행 시 자신의 말 1개의 정체를 숨길 수 있다. 상대방에게는 대결 결과만 공개된다.
2. [플러스 1] - 대결 시 자신의 숫자 말에 1을 플러스 해준다.
3. [마이너스 1] - 대결 시 자신의 숫자 말에 1을 마이너스 해준다.

- 숫자장기에 사용되는 모든 아이템은 대결을 진행하기 전 사용 여부를 결정해야 하며, 해당 아이템을 사용한 대결에만 적용된다.

### 2회전
| 게임명        | 승리   | 패배   | 원전 게임 |
| ------------- | ------ | ------ | --------- |
| 미스터리 사인 | 장동민 | 김경훈 |           |

1. 게임은 총 11라운드로 진행되며 라운드 마다 결승 진출자 2명에게는 2개의 숫자와 미스터리 사인으로 이루어진 문제가 공개된다.
2. 결승 진출자들은 해당 문제에 숨겨진 규칙을 찾아내어 문제의 정답을 맞혀야 한다. 문제가 공개되면 결승 진출자 2명은 0을 제외한 숫자(자연수)를 하나씩 제시하여 힌트를 얻는다.
3. 힌트는 문제와 동일한 규칙에 따라 선 플레이어가 제시한 숫자가 앞, 후 플레이어가 제시한 숫자가 뒤에 대입되어 산출되는 답이다.
4. 첫 번째 힌트가 공개되면 1분의 시간이 주어지며 숨겨진 문제의 규칙성을 찾아내어 먼저 버저를 누른 플레이어에게 정답을 맞힐 기회가 돌아간다.
5. 정답을 맞혔을 경우, 승점 1점을 획득하게 되고 틀렸을 경우 승점 1점이 감점되며 기회는 상대 플레이어에게 넘어간다.
6. 만약 1분 안에 아무도 정답을 맞히지 못할 경우, 다시 한 명씩 숫자를 제시하여 두 번째 힌트를 확인한다.
7. 16개의 힌트가 공개될 때까지 정답을 맞히는 플레이어가 없을 경우 다음 문제로 넘어간다.
8. 같은 방식으로 힌트 확인, 정답 맞히기를 번갈아가며 진행하여 한 플레이어가 정답을 맞히면 해당 라운드가 종료된다.
9. 11라운드 종료 결과 승점이 더 높은 플레이어가 승리한다.

미스터리 사인 아이템
1. [더블 스코어] - 해당 라운드에 정답을 맞힐 경우 아이템을 사용한 플레이어만 승점을 2배로 획득한다.
2. [시크릿] - 첫 번째 힌트 확인 시 자신이 선택한 숫자가 상대방에게 공개되지 않는다.
3. [무감점] - 해당 플레이어가 아이템을 사용한 라운드에 한해 정답을 틀려도 감점되지 않는다.

- [미스터리 사인]에 사용되는 아이템은 모두 라운드 시작 전 사용 여부를 결정해야 한다.
- '더블 스코어' 아이템 사용 시 오답을 말할 경우, -2점이 아닌 –1점만 감점된다.
- 문제에 나온 숫자를 힌트 숫자로 사용하는 것은 가능하지만 두 개의 숫자를 동시에 다 사용할 순 없다.
- 플레이어가 정답을 맞힌 뒤, 해당 문제의 정답 풀이는 상대 플레이어에게 공개되지 않는다.